# Crucigera websteri
Crucigera websteri är en ringmaskart som beskrevs av Benedict 1887. Crucigera websteri ingår i släktet Crucigera och familjen Serpulidae.
Artens utbredningsområde är Mexikanska golfen. Inga underarter finns listade i Catalogue of Life.